# Czesława Grosserowa
Czesława Grosserowa pseud. Sława (ur. 21 sierpnia 1883 w Jaroszynce w powiecie jampolskim guberni podolskiej, zm. 25 grudnia 1937 w miejscu egzekucji na poligonie Butowo pod Moskwą ) - lekarka, działaczka socjalistyczna i komunistyczna, 1921–1923 członek KC Komunistycznej Partii Galicji Wschodniej, sekretarka Komunistycznej Frakcji Poselskiej 1926–1927.
Córka Kazimierza Jachimowicza i Marii z Kolankowskich - rodziny ziemiańskiej. Absolwentka medycyny na uniwersytecie w Zurychu. Od 1904 członkini Polskiej Partii Socjalistycznej, od 1906 PPS-Lewicy, od 1918 Komunistycznej Partii Robotniczej Polski. Od 1907 w Warszawie, gdzie pracowała w szpitalu chorób zakaźnych i działała w Komitecie Warszawskim PPS-Lewicy. Podczas I wojny światowej była prelegentką w Uniwersytecie Ludowym w Warszawie i współzałożycielką Klubu Robotniczego im. Tadeusza Rechniewskiego. W 1916 została osadzona przez Niemców w więzieniu w Fordonie, a następnie na Pawiaku (tzw. Serbii), a w czasie wojny polsko-bolszewickiej w 1920 internowana we Wronkach przez polskie władze wojskowe. Po zwolnieniu wyjechała do Lwowa, gdzie wstąpiła do Komunistycznej Partii Galicji Wschodniej i została włączona w skład jej KC. W latach 1922–1923 sądzona wraz z innymi komunistami w tzw. procesie świętojurskim, broniona przez adwokata Teodora Duracza, uniewinniona przez ławę przysięgłych. W latach 1926–1927 była sekretarką Komunistycznej Frakcji Poselskiej. W 1929 na polecenie władz partii wyjechała do Berlina. Od 1930 w ZSRR, gdzie była komisarzem sanitarnym Mossowietu (Moskiewskiej Rady) i pracownikiem naukowym Instytutu Higieny. 
W czasie "wielkiego terroru" 23 sierpnia 1937 aresztowana przez NKWD, wcześniej wykluczona z WKP(b) za związki z Karolem Radkiem. 22 grudnia 1937 skazana przez trójkę NKWD na karę śmierci pod zarzutem aktywnego członkostwa w POW i związku z wrogami ludu, stracona 25 grudnia 1937 w miejscu egzekucji na poligonie NKWD w Butowie pod Moskwą, pochowana anonimowo.
Zrehabilitowana 24 grudnia 1955 postanowieniem Kolegium Wojskowego Sądu Najwyższego ZSRR. 
Jej mężem był jeden z przywódców Bundu, prawnik i adwokat  Bronisław Grosser (1883-1912).